# Howard Pyle
Howard Pyle (Wilmington, 5 marzo 1853 – Firenze, 9 novembre 1911) è stato un illustratore e scrittore statunitense, autore di romanzi per giovani.

## Biografia

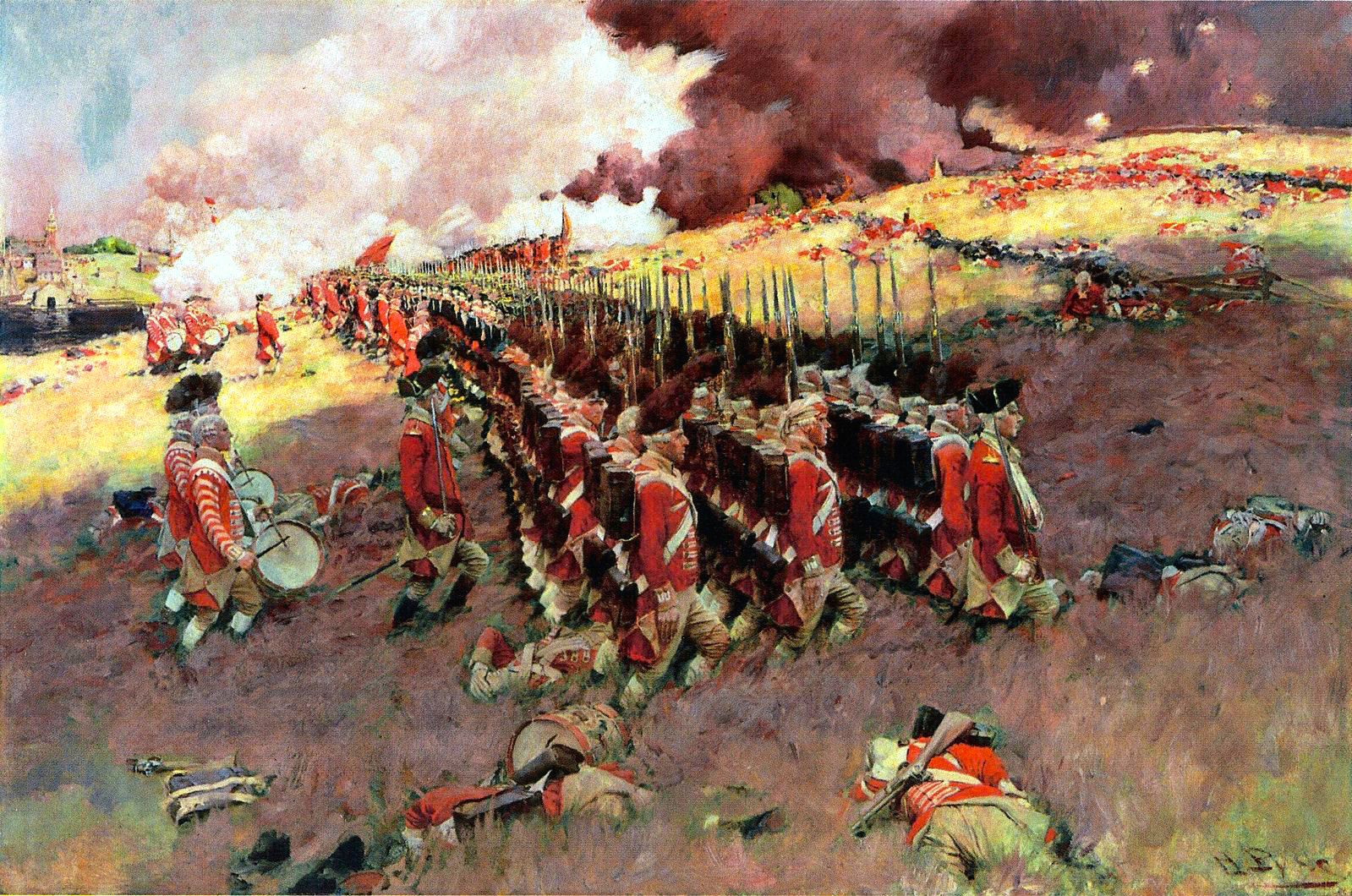
The Battle of Bunker Hill, Howard Pyle, 1897, che mostra la seconda avanzata britannica su Breed's Hill. La posizione di questo dipinto è sconosciuta poiché è stato perso o più probabilmente rubato dal Delaware Art Museum nel 2001.

Howard Pyle nacque a Wilmington, in Delaware, figlio di William Pyle e Margaret Churchman Painter. Da bambino, frequentò scuole private e si interessò sin dalla tenera età al disegno e alla scrittura. Successivamente studiò per tre anni presso lo studio di F.A. Van der Wielen a Philadelphia, e all'Art Students League of New York.

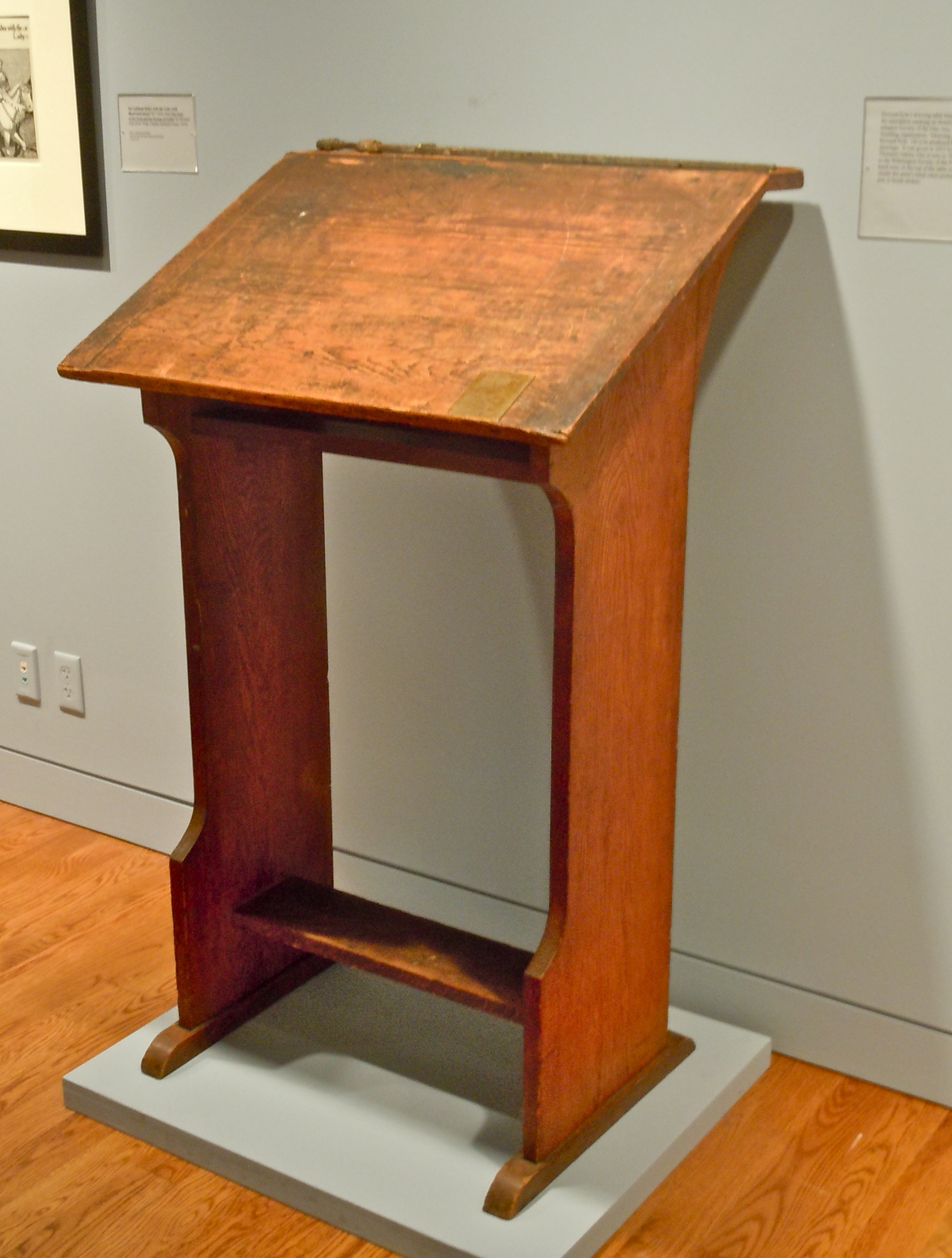
Tavolo da disegno su cui Pyle realizzò i suoi disegni di Re Artù, al Delaware Art Museum.

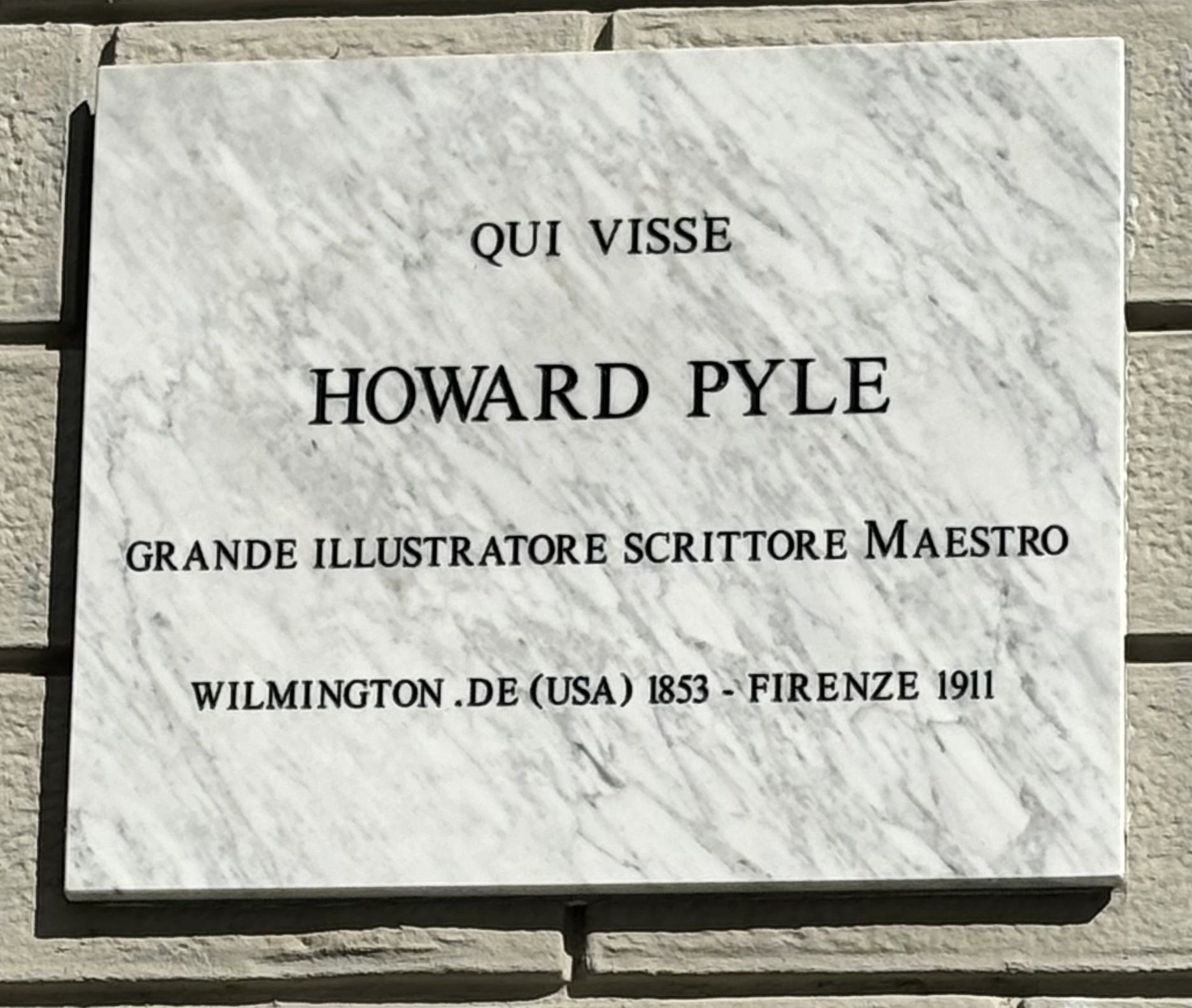
Firenze, via Garibaldi 12. Targa in memoria di Howard Pyle

Nel 1876 visitò l'isola di Chincoteague al largo della Virginia e fu ispirato da ciò che vide. Scrisse e illustrò un articolo sull'isola e lo presentò al Mensile di Scribner. Uno dei proprietari della rivista, Roswell Smith, lo incoraggiò a trasferirsi a New York e a dedicarsi all'illustrazione professionale. Pyle inizialmente ebbe tuttavia delle difficoltà ad ambientarsi a New York a causa della sua mancanza di esperienza professionale. Tuttavia, fu incoraggiato da diversi artisti attivi, tra cui Edwin Austin Abbey, A. B. Frost, e Frederick S. Church.
Alla fine pubblicò un suo lavoro a doppia pagina nel numero di Harper's Weekly del 9 marzo 1878 e fu pagato 75 dollari, Pyle nel 1880 tornò a Wilmington, dove continuò a illustrare per riviste. Collaborò anche a diversi libri, riguardanti la storia americana. Cominciò a scrivere e illustrare le sue storie, a partire da Le allegre avventure di Robin Hood nel 1883. Con questa opera conquistò l'attenzione internazionale di critici come William Morris. Nei decenni successivi pubblicò molte altre opere illustrate per bambini, molte delle quali sono ancora in stampa oggi.
Pyle sposò la cantante Anne Poole il 12 aprile 1881, con cui ebbe sette figli. Nel 1889, lui e sua moglie salparono per la Giamaica. Mentre erano all'estero, il loro figlio Sellers morì inaspettatamente. Questa perdita probabilmente ispirò il suo libro per bambini The Garden Behind the Moon, che parla della morte e reca la dedica: «Al bambino nel giardino della luna questo libro è dedicato da suo padre».
Nel 1894 iniziò a insegnare al Drexel Institute of Art, Science, and Industry (ora Drexel University), dove rimase fino al 1900.
Dopo il 1900, fondò la sua scuola di arte e illustrazione chiamata Howard Pyle School of Illustration Art. Influenzò numerosi artisti come NC Wyeth, Frank Schoonover, Thornton Oakley, Allen Tupper True, Stanley Arthur.
Nel 1903, Pyle dipinse i suoi primi murales per il Delaware Art Museum. Prese la pittura murale più seriamente nel 1906, quando dipinse La battaglia di Nashville nella capitale dello stato del Minnesota, così come altri due murales per i tribunali di Essex e Hudsom del New Jersey.
È noto soprattutto per le sue illustrazioni di pirati, a lui viene accreditata la creazione dello stereotipo moderno sull'abbigliamento da pirata. Creò uno stile sgargiante incorporando elementi di abiti gitani. Il suo lavoro ha influenzato la progettazione dei costumi per i pirati del mondo cinematografico da Errol Flynn a Johnny Depp.
Nel 1910, Pyle andò in Italia con la sua famiglia. Morì a causa di un'infezione ai reni (malattia di Bright) l'anno successivo a Firenze, all'età di 58 anni.

## Opere più importanti

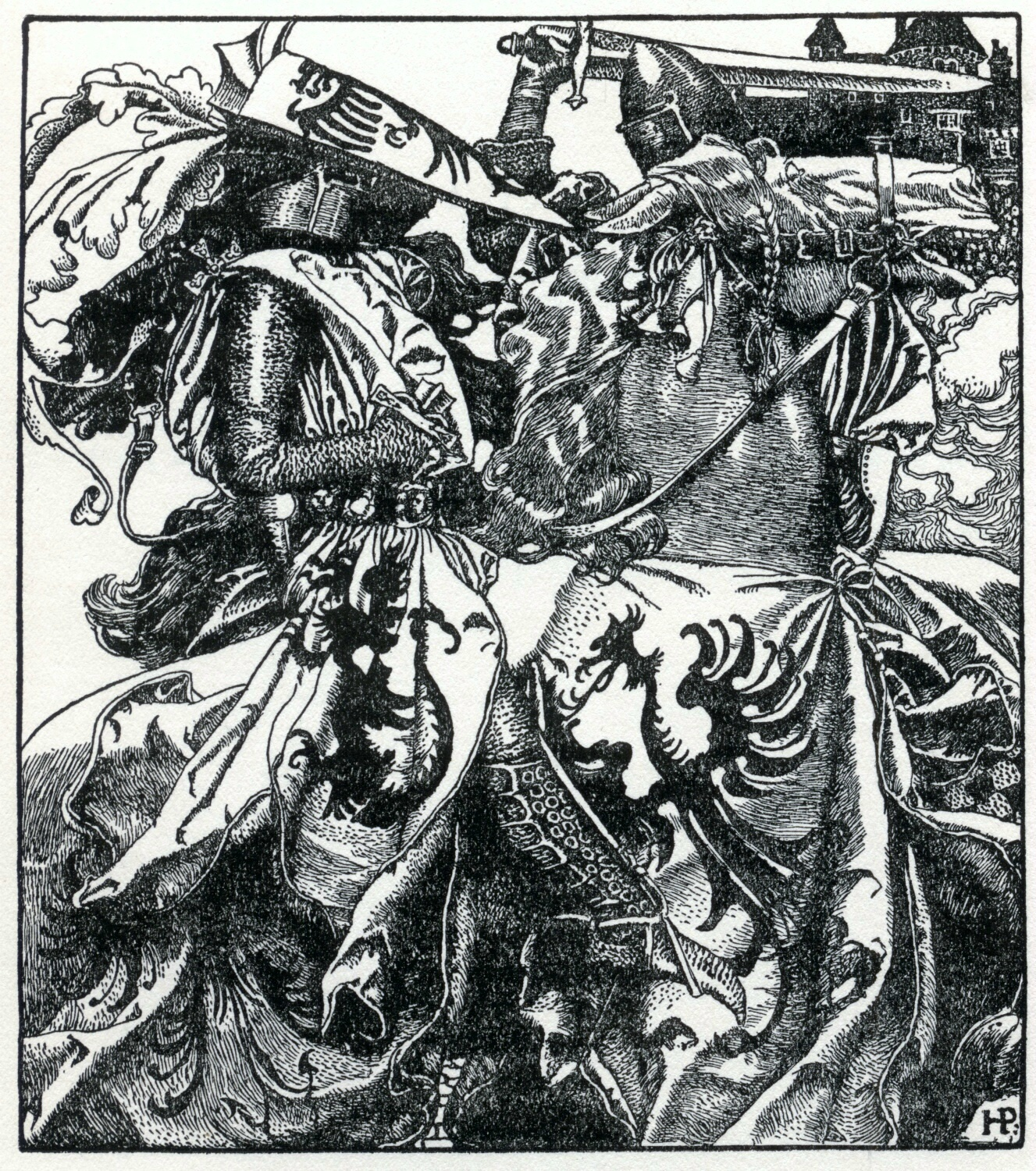
"Sir Kay spezza la sua spada", una delle illustrazioni arturiane di Pyle.

### Le avventure di Robin Hood
Pyle in questo lavoro riassunse molte leggende tradizionali su Robin Hood, attenuandole per renderle adatte ai bambini. Ad esempio, modificò la ballata della fine del XVII secolo "Robin Hood's Progress to Nottingham", cambiandola da Robin che uccide quattordici silvicoltori per non aver onorato una scommessa a Robin che si difende da un attentato alla sua vita da parte di uno dei forestali, uccidendo solo due uomini, uno quando era giovane, l'altro, l'odiato assassino di nome Guy of Gisbourne. 

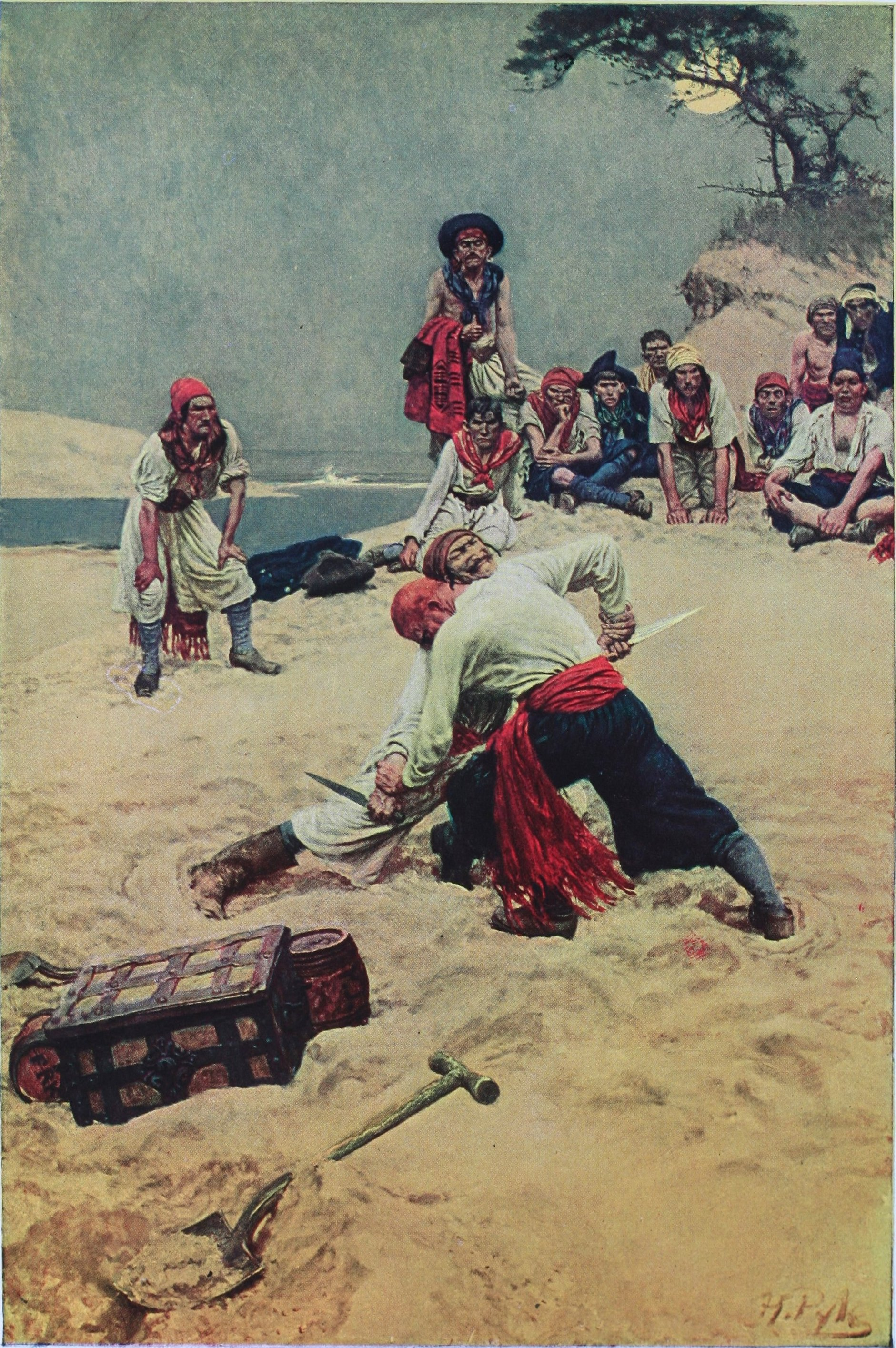
I pirati combattono in Who Shall Be Captain? di Howard Pyle, 1911.

### Men of Iron
Men of Iron è un romanzo del 1891 incentrato sulla vita dello scudiero Myles Falworth che spera di diventare un cavaliere, riscattando così l'onore della sua famiglia. Il racconto d'avventura segue Myles attraverso il suo intenso addestramento per diventare cavaliere e finisce con lui che diventa un cavaliere e sfida il malvagio Lord Brookhurst Alban in una prova per combattimento.
Il romanzo è stato adattato nel film del 1954 Lo scudo dei Falworth con Tony Curtis e Janet Leigh.

### Altri lavori
- Otto of the Silver Hando, racconta la vita di un figlio di un rapinatore, ambientato durante il periodo medievale.
- Rejected of Men:[9] A Story of To-day (1903), racconta la storia di Gesù come se fosse avvenuta durante l'America dei primi anni del Novecento.
- The Wonder Clock (1887), una raccolta di ventiquattro racconti, uno per ogni ora del giorno. Ogni racconto, preceduto da un verso stravagante, racconta le tradizionali vicende domestiche di quell'ora.
- Pepper and Salt, o Seasoning for Young Folk, racconto illustrato per i lettori più giovani.
- Dopo la sua morte, un editore raccolse alcune delle sue storie e illustrazioni sui pirati e le pubblicò come Howard Pyle's Book of Pirates (1921).

## Critica

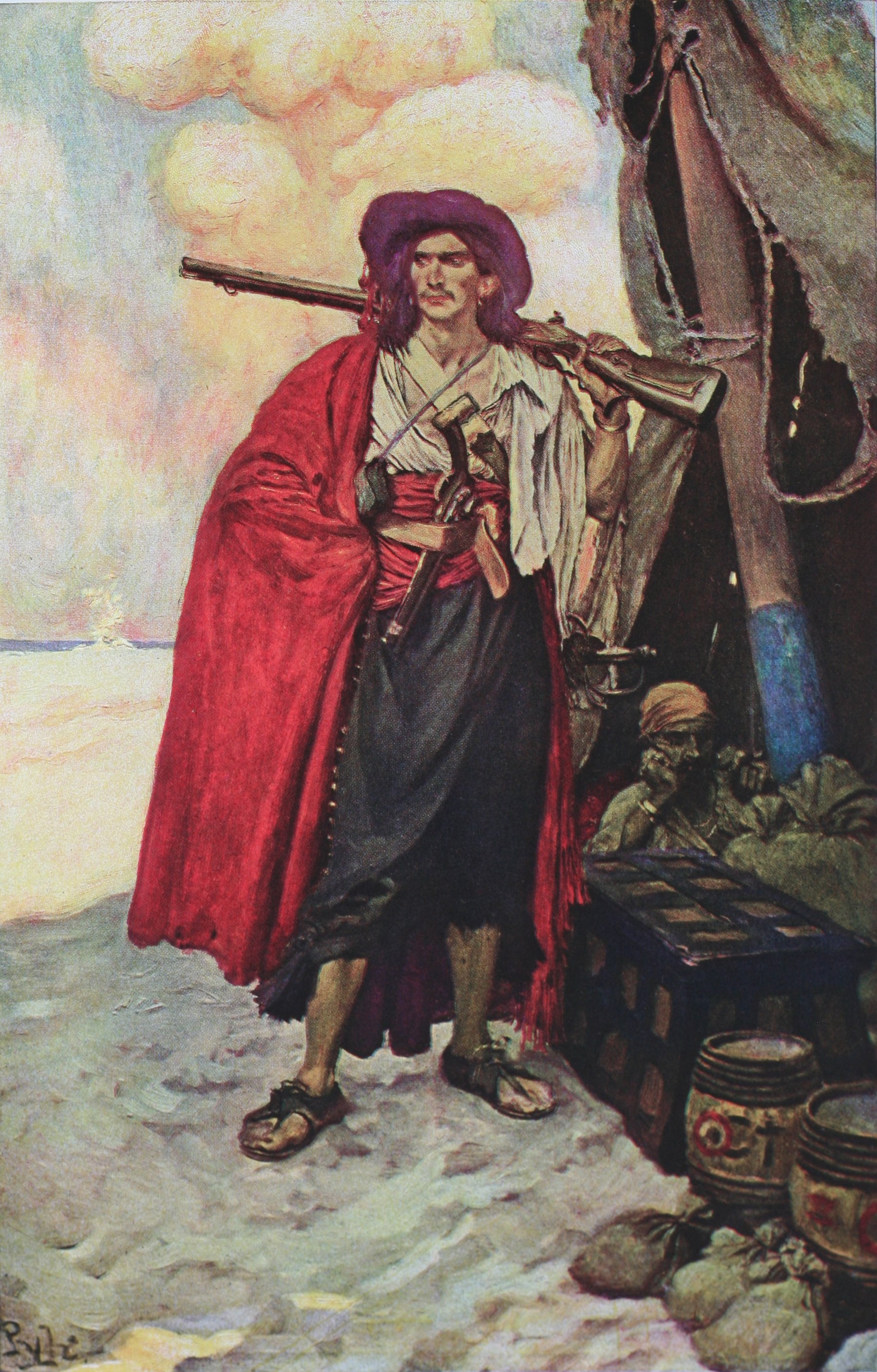
Buccaneer of the Caribbean, celebre opera di Howard Pyle.

Pyle viene considerato uno degli illustratori e artisti più importanti. Vincent van Gogh scrisse una lettera a suo fratello Theo, affermando che i lavori di Pyle «lo avevano stupito».
Influenzò vari artisti. Alcuni dei suoi studenti più importanti furono N.C. Wyeth, Frank Schoonover, Elenore Abbott, Ethel Franklin Betts, Anna Whelan Betts, Harvey Dunn, Clyde O. DeLand, Philip R. Goodwin, Thornton Oakley, Violet Oakley, Ellen Bernard Thompson Pyle, Olive Rush, Blanche Grant, Ethel Leach, Allen Tupper True, Elizabeth Shippen Green, Arthur E. Becher, William James Aylward, Jessie Willcox Smith e Charlotte Harding. Pyle insegnava nella sua casa e nel suo studio a Wilmington, che successivamente è stato inserito nel National Register of Historic Places. Pyle fu uno dei primi membri del Franklin Inn Club di Philadelphia.
L'artista di fumetti Tony Harris (nato nel 1969) ha citato Pyle come una delle principali influenze del suo lavoro.

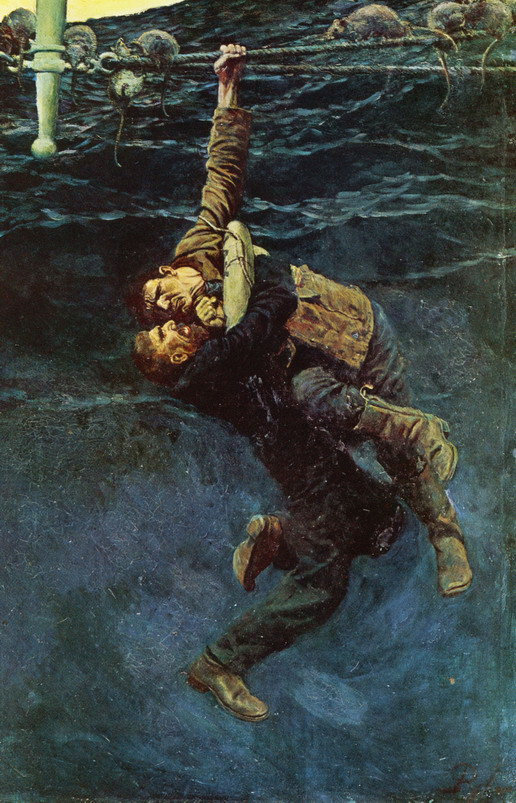
The Grain Ship di Morgan Robertson, in Harper’s Monthly Magazine, marzo 1909.

Malcolm Usrey scrisse su Otto of the Silver Hand:
(Malcolm Usrey)

## Opere
Salvo diversa indicazione, tutte le opere di Pyle sono elencate nel Dizionario della biografia americana.
- Le avventure di Robin Hood (1883)
- Within the Capes (1885)
- Pepper and Salt (1886)
- The Rose of Paradise (1888)
- The Wonder Clock (1888), con sua sorella Katharine Pyle
- Otto of the Silver Hand (1888)
- A Modern Aladdin (1892)
- Men of Iron (1892)
- Twilight Land (1895)
- The Story of Jack Ballister's Fortunes (1895)
- The Garden Behind the Moon (1895)
- The Ghost of Captain Brand (1896)
- Story of the Revolution (Testo di Henry Cabot Lodge; 1898)
- The Price of Blood (1899)
- History of the American People (Testo di Woodrow Wilson; 1902)
- Rejected of Men (1903)
- The Story of King Arthur and His Knights (1903) (Re Artù e i suoi cavalieri, Fanucci Editore, 18 febbraio 2021)
- The Story of the Champions of the Round Table (1905) (I Cavalieri della Tavola Rotonda, Fanucci Editore, 27 maggio 2021)
- The Story of Sir Launcelot and His Companions (1907) (Lancillotto e i suoi compagni d'armi, Fanucci Editore, 21 aprile 2022)
- The Story of the Grail and the Passing of King Arthur (1910) (Il Santo Graal e la morte di Re Artù, Fanucci Editore, 2021, prossima uscita)
- Stolen Treasure (1907)
- The Ruby of Kishmoor (1908)
- Howard Pyle's Book of Pirates (1921)